# Euphorbia indivisa
Euphorbia indivisa är en törelväxtart som först beskrevs av Georg George Engelmann, och fick sitt nu gällande namn av Ivar Frederick Tidestrøm. Euphorbia indivisa ingår i släktet törlar, och familjen törelväxter. Inga underarter finns listade i Catalogue of Life.